# Schlacht auf der Abraham-Ebene
Europäischer Kriegsschauplatz:
Pirna* – Lobositz* – Prag* – Kolin* – Hastenbeck** – Groß-Jägersdorf* – Moys* – Hastenbeck* – Roßbach* – Breslau* – Leuthen* – Rheinberg** – Krefeld** – Domstadtl* – Olmütz* – Mehr** – Zorndorf* – Saint-Cast – Hochkirch* – Bergen** – Kay* – Minden** – Kunersdorf* – Lagos*** – Hoyerswerda* – Bucht von Quiberon*** – Maxen* – Koßdorf* – Landeshut* – Emsdorf** – Warburg** – Liegnitz* – Berlin* – Kloster Kampen** – Torgau* – Döbeln* – Vellinghausen** – Ölper** – Burkersdorf* – Reichenbach* – Freiberg*
(* Dritter Schlesischer Krieg, ** westlicher Kriegsschauplatz – Großbritannien/Kur-Hannover u. a. Alliierte gegen Frankreich, *** Seeschlacht)
Amerikanischer Kriegsschauplatz:
Siebenjähriger Krieg in Nordamerika und der Karibik
Monongahela – Lake George – Carillon – La Belle Famille – Québec – Beauport – Abraham-Ebene – Sainte-Foy – Restigouche – Tacky’s Rebellion – Belagerung von Havanna – Pontiac-Aufstand
Asiatischer Kriegsschauplatz:
Dritter Karnatischer Krieg
Kalkutta – Chandannagar – Plassey – Cuddalore – Negapatam – Condore – Madras – Masulipatam – Pondicherry I – Chinsurah – Wandiwash – Pondicherry II – Manila – Palaris-Aufstand
Die Schlacht auf der Abraham-Ebene war eine Schlacht des Siebenjährigen Krieges, der auf dem nordamerikanischen Schauplatz auch als Franzosen- und Indianerkrieg bekannt ist. Sie fand am 13. September 1759 in der Nähe der Stadt Québec im heutigen Kanada statt. Britische und französische Truppen standen sich auf der Abraham-Ebene, einem Hochplateau unmittelbar südwestlich der Stadtmauern von Québec, gegenüber. Zwar waren insgesamt weniger als 10.000 Mann an der Schlacht beteiligt, doch diese erwies sich als entscheidendes Ereignis im Konflikt um die Herrschaft von Neufrankreich und hatte später einen Einfluss auf die Entstehung Kanadas.
Die eigentliche Schlacht dauerte nur rund 15 Minuten, bildete aber den Höhepunkt der zweieinhalb Monate dauernden Belagerung von Québec durch die britische Armee und Marine. Mit Erfolg widerstanden die unter dem Kommando von General James Wolfe stehenden Briten einem Ausfallangriff französischer Truppen und kanadischer Milizen unter General Louis-Joseph de Montcalm. Sie wendeten neue Taktiken an, die sich gegen standardmäßige militärische Formationen, wie sie in den meisten großen europäischen Konflikten zur Anwendung gelangten, als ausgesprochen effektiv erwiesen. Beide Generäle wurden während der Schlacht tödlich verwundet. Wolfe wurde von drei Gewehrkugeln getroffen und starb wenige Minuten nach Beginn der Schlacht; Montcalm erlag einen Tag später den Verletzungen, die er durch eine Musketenkugel erhalten hatte.
Als Folge der Schlacht gaben die Franzosen die Stadt auf und ihre verbliebenen Truppen in Nordamerika gerieten unter immer stärker werdenden Druck der Briten. Zwar kämpften die Franzosen nach der Eroberung Québecs weiter und behielten in einigen Gefechten die Oberhand, doch die Briten gaben die strategisch wichtige Stadt nicht mehr preis. Mit dem Pariser Frieden 1763 gingen die meisten französischen Territorien im östlichen Nordamerika in britischen Besitz über.

## Belagerung

Beginn der Belagerung Ende Juni

1758 hatten die Briten die Festung Louisbourg auf der Kap-Breton-Insel, das Fort Duquesne im Ohio-Tal und das Fort Niagara am Ontariosee eingenommen. Die Franzosen waren eingekreist, konnten aber die gänzliche Eroberung Neufrankreichs mit dem Sieg in der Schlacht um Fort Carillon zunächst aufhalten. Als Misserfolg erwies sich die britische Blockade des Sankt-Lorenz-Stroms während des Winters, da es zahlreichen französischen Schiffen gelang, Nachschub nach Québec zu liefern. Im Mai 1759 begannen die Franzosen, die Bevölkerung zu evakuieren und sich zu verschanzen. Am 26. Juni landete die britische Flotte in der Umgebung Québecs, woraufhin die Soldaten die Île d’Orléans besetzten und dort das Hauptlager errichteten. Ein französischer Angriff auf die Flotte mit Brandern schlug fehl. Am darauf folgenden Tag besetzten die Briten auch das Südufer des Sankt-Lorenz-Stroms und begannen mit dem Aufbau von Artilleriebatterien.
Der britische Artilleriebeschuss vom gegenüberliegenden Ufer aus setzte am 12. Juli ein und hielt die nächsten zwei Monate unvermindert an. Der heftige Beschuss, dem die Franzosen kaum etwas entgegenzusetzen hatten, fand vor allem in den Nachtstunden statt und richtete große Schäden in der Stadt an. Zahlreiche Gebäude, darunter die Kathedrale Notre-Dame de Québec und die Kirche Notre-Dame-des-Victoires, wurden ein Raub der Flammen. Am 31. Juli versuchte General James Wolfe einen ersten ernsthaften Angriffsversuch auf das Nordufer. Die Briten landeten bei Beauport, wurden aber von den Franzosen zurückgeschlagen. Insgesamt forderte diese Schlacht von Beauport 443 Verluste auf britischer und 60 Verluste auf französischer Seite. Als Vergeltung befahl Wolfe die Zerstörung sämtlicher Häuser in einem mehrere Dutzend Kilometer langen Abschnitt entlang dem Südufer des Sankt-Lorenz-Stroms, ebenfalls nordöstlich von Beauport. Während des Verlaufs dieser Aktion entwarf er neue Angriffspläne, die er aber wieder verwarf. Seine Arbeit musste er aufgrund einer länger andauernden Krankheitsphase im August unterbrechen.

## Vorbereitungen und Landung
Ende August einigten sich Wolfe und seine Brigadiere darauf, westlich der Stadt den Sankt-Lorenz-Strom zu überqueren. Zahlreiche Soldaten waren bereits an Bord der Schiffe gegangen und hatten sich mehrere Tage lang den Fluss hinauf- und heruntertreiben lassen, als Wolfe am 12. September den endgültigen Entschluss fasste und seine Wahl der Landestelle auf Anse au Foulon fiel. Diese kleine Bucht liegt südwestlich der Stadt bei Sillery, etwa drei Kilometer von Cap Diamant entfernt. Sie befindet sich am Fuße einer 53 Meter hohen Felswand, die in das darüber liegende Plateau übergeht; geschützt wurde sie damals durch eine Kanonenbatterie. Es ist nicht bekannt, weshalb sich Wolfe für diese Stelle entschied, da die Landung ursprünglich weiter flussaufwärts vorgesehen war. Dort hätten die Briten einen Landekopf aufbauen und gegen die weiter westlich lagernden Truppen von Louis Antoine de Bougainville vorgehen können, um dadurch Louis-Joseph de Montcalm aus der Stadt heraus auf das Hochplateau zu locken. Laut Brigadier George Townshend habe der General seine Meinung aufgrund von Späher-Berichten geändert. In seinem letzten Brief, datiert am 12. September um 20:30 Uhr auf der HMS Sutherland, schrieb Wolfe:

“I had the honour to inform you today that it is my duty to attack the French army. To the best of my knowledge and ability, I have fixed upon that spot where we can act with most force and are most likely to succeed. If I am mistaken I am sorry for it and must be answerable to His Majesty and the public for the consequences.”

„Ich hatte die Ehre, Sie heute zu informieren, dass es meine Pflicht ist, die französische Armee anzugreifen. Nach bestem Wissen und Gewissen habe ich mich für jene Stelle entschieden, wo wir mit der größten Stärke handeln können und am wahrscheinlichsten Erfolg haben werden. Sollte ich falsch liegen, so tut es mir leid und ich werde bei seiner Majestät und der Öffentlichkeit für die Folgen die Verantwortung tragen müssen.“

Landung der britischen Truppen am 12. September

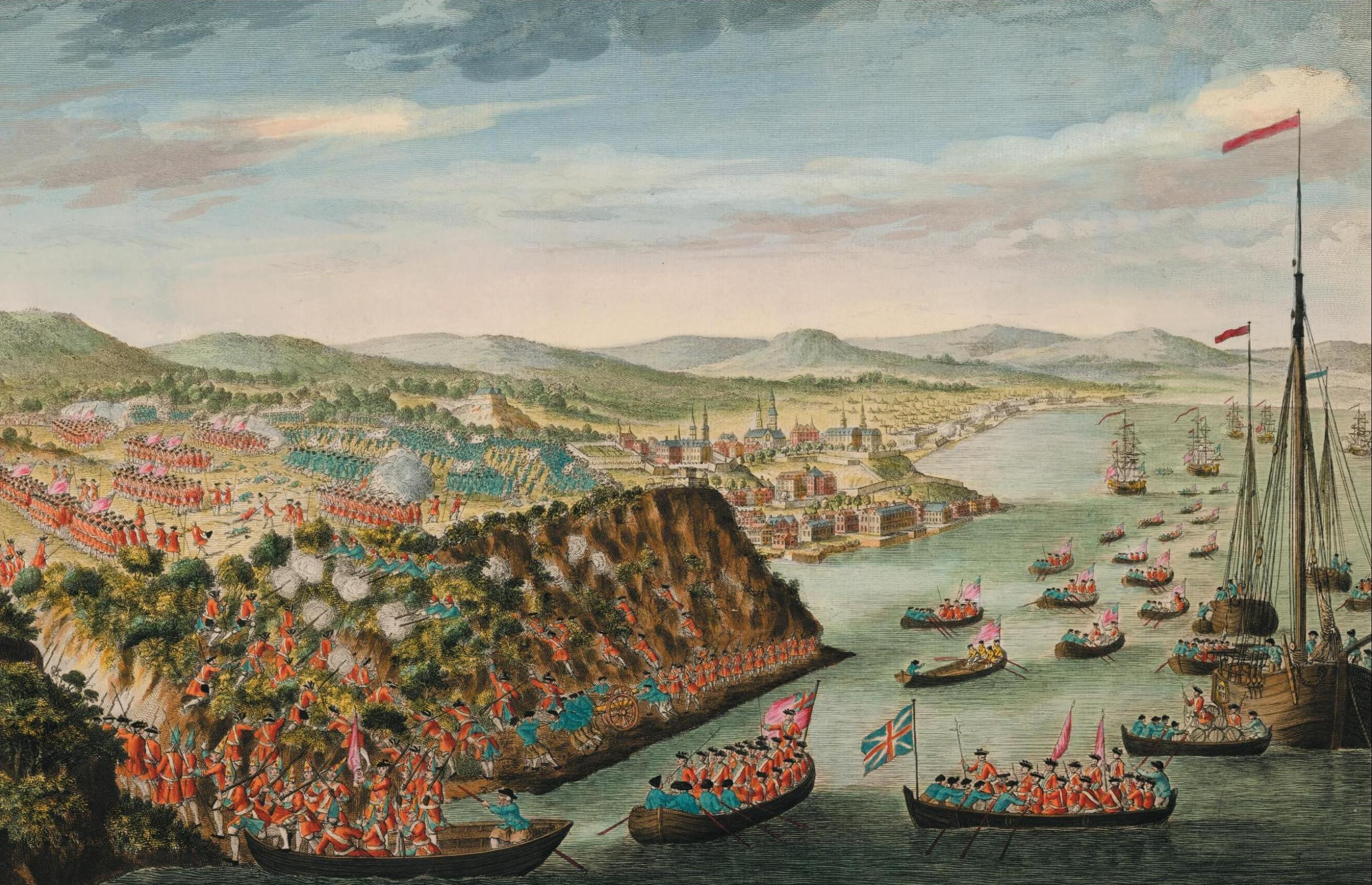
Zeichnung eines britischen Soldaten, der die Landung darstellt

Wolfes Angriffsplan hing von Geheimhaltung und Überraschung ab. Eine kleine Gruppe sollte nachts am Nordufer an Land gehen, den steilen Hang hinaufklettern, eine kleine Straße besetzen und die dort Wache stehende Garnison überwältigen. Der Großteil der Armee (5000 Mann) sollte den Hang über die kleine Straße überwinden und sich danach auf dem Hochplateau formieren. Selbst wenn die erste Gruppe erfolgreich wäre und es der Armee gelänge, ihr zu folgen, wären seine Truppen innerhalb der französischen Verteidigungslinie platziert – mit dem Fluss als einzige Rückzugsmöglichkeit. Möglicherweise hatte Wolfes Entscheidung, die Landestelle zu ändern, weniger mit dem Wunsch nach Geheimhaltung zu tun, sondern vielmehr mit seiner allgemeinen Geringschätzung seiner Brigadiere (ein Gefühl, das auf Gegenseitigkeit beruhte). Vielleicht litt er auch noch immer an den Auswirkungen seiner Erkrankung in der zweiten Augusthälfte und der Opiate, die er als Schmerzmittel einnahm. Der Historiker Fred Anderson ist der Meinung, Wolfe habe den Angriff im Glauben befohlen, dass die Vorhut zurückgeschlagen werden würde und er damit rechnete, ritterlich mit seinen Männern zu sterben, anstatt in Ungnade nach Hause zurückzukehren.
Bougainville, der mit der Verteidigung des weitläufigen Hochplateaus beauftragt war, befand sich am Abend des 12. September mit seinen Truppen weiter flussaufwärts bei Cap Rouge und bemerkte nicht die zahlreichen flussabwärts treibenden britischen Schiffe. Eine Gruppe von 100 Milizionären unter dem Kommando von Hauptmann Louis Du Pont Duchambon de Vergor hatte den Auftrag, die schmale Straße bei Anse au Foulon zu überwachen, die dem Ufer des Saint-Denis-Baches folgte. In der Nacht auf den 13. September waren wohl nur gerade 40 Mann auf ihrem Posten, da die anderen damit beschäftigt waren, die Ernte einzufahren. Vaudreuil und andere hatten sich über die mögliche Schwachstelle bei Anse au Foulon besorgt gezeigt, doch Montcalm wies sie zurück und sagte, 100 Mann genügten, um eine Armee bis Sonnenaufgang aufzuhalten. Er bemerkte dazu: „Es ist nicht davon auszugehen, dass der Feind Flügel besitzt, so dass er in derselben Nacht den Fluss überquert, von Bord geht, den hindernisreichen Hang hinaufsteigt und die Mauern überklettert, wobei er für letzteres Leitern mit sich tragen müsste.“
Wachen entdeckten tatsächlich Boote auf dem Fluss, doch sie erwarteten einen französischen Nachschubkonvoi – ein Plan, der annulliert worden war, ohne dass Vergor davon in Kenntnis gesetzt worden wäre. Als die ersten Boote landeten, wurde die Besatzung aufgefordert, sich zu erkennen zu geben. Daraufhin antwortete ein ausgezeichnet Französisch sprechender Offizier der 78th Fraser Highlanders und zerstreute den Verdacht. Die Boote waren ein wenig vom Kurs abgekommen. Anstatt am Ende der Straße zu landen, fanden sich zahlreiche Soldaten am Fuße eines Hanges wieder. Eine von William Howe angeführte Gruppe von 24 Freiwilligen wurde ausgesandt, um den Zaun entlang der Straße zu räumen und den Hang hinaufzuklettern. Dies erlaubte es ihnen, hinter Vergors Lager aufzutauchen und es rasch einzunehmen. Wolfe folgte eine Stunde später, als er eine bequeme Zufahrtsstraße nutzen konnte, um zum Hochplateau zu gelangen. Als die Sonne über der Abraham-Ebene aufging, verfügte Wolfes Armee über eine solide Basis oberhalb des Hanges.

## Die Schlacht
Mit Ausnahme von Vergors Lager war das Hochplateau unverteidigt, da Vaudreuil einem der französischen Regimenter kurz vor der Landung befohlen hatte, sich auf die Ostseite der Stadt zu begeben. Wären die unmittelbaren Verteidiger zahlreicher gewesen, wäre es den Briten möglicherweise nicht gelungen, sich aufzustellen und wären sogar zurückgedrängt worden. Ein Offizier, der üblicherweise nachts den Felsen entlang patrouillierte, war in dieser Nacht nicht zur Stelle, da eines seiner Pferde gestohlen worden war und seine beiden anderen lahmten. Die erste Meldung von der Landung kam von einem Laufburschen, der aus Vergors Lager geflohen war, doch einer von Montcalms Stabsmitarbeitern meinte, der Mann sei verrückt, schickte ihn fort und legte sich wieder schlafen. Vizeadmiral Charles Saunders hatte vor Beauport Manöver durchgeführt, um eine Landeoperation vorzutäuschen. Zu diesem Zweck feuerte er auf die Uferbefestigungen und ließ Boote mit Truppen beladen (wobei viele der Soldaten Patienten der Feldspitäler waren). Dadurch lenkte er Montcalms Aufmerksamkeit auf sich.
Montcalm war verblüfft, als er von der britischen Landeoperation erfuhr und seine Reaktion wurde als überstürzt bezeichnet. Er hätte auf Verstärkung durch Bougainvilles Kolonne warten können, was es ihm erlaubt hätte, die Briten gleichzeitig von vorne und hinten anzugreifen. Auch hätte er die Schlacht vermeiden können, während er seine Truppen konzentrierte. Stattdessen entschied er sich dazu, Wolfes Truppen direkt anzugreifen. Hätte er gewartet, so wären die Briten vollkommen abgeschnitten gewesen – auf dem gesamten Rückweg nach Anse au Foulon wären sie unter Beschuss geraten. Einem Artillerieoffizier namens Montbelliard erklärte Montcalm seine Entscheidung wie folgt: „Wir können das Eingreifen nicht vermeiden; der Feind verschanzt sich, er hat bereits zwei Kanonen. Wenn wir ihm Zeit geben sich einzurichten, werden wir nie die Möglichkeit haben, ihn mit den Truppen, die wir haben, anzugreifen.“

### Erste Gefechte

Erste Phase der Schlacht

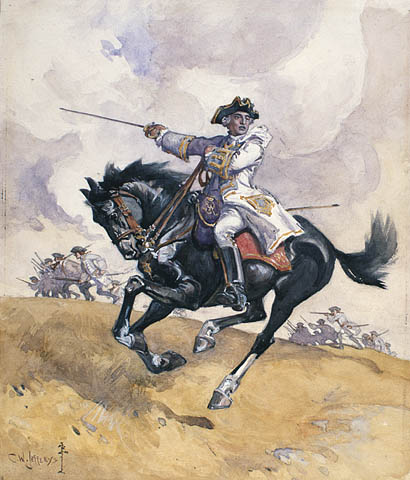
Montcalm führt die Truppen in die Schlacht; Aquarell von C.W. Jefferys

Insgesamt standen Montcalm in Québec und im Uferbereich von Beauport 13.390 reguläre Soldaten, Marinesoldaten und Milizionäre zur Verfügung, hinzu kamen 200 Kavalleristen, 200 Artilleristen, 300 indianische Krieger (darunter zahlreiche Odawa unter Charles Michel de Langlade) sowie 140 akadische Freiwillige. Doch die meisten dieser Truppen waren nicht an den Kampfhandlungen beteiligt. Viele Milizionäre waren unerfahren; die Akadier, Kanadier und Ureinwohner waren mehr mit der Guerilla-Kriegführung vertraut. Im Gegensatz dazu waren fast alle Briten reguläre Soldaten.
Am Morgen des 13. September stellte sich Wolfes Armee mit dem Rücken zum Fluss in einer Reihe auf. Sie schwärmte anschließend über das Hochplateau aus, mit der rechten Flanke beim Steilhang parallel zum Sankt-Lorenz-Strom und mit der linken Flanke bei einem Steilhang über dem Tal des Rivière Saint-Charles. Während die regulären französischen Streitkräfte sich von Beauport und Québec her näherten, nahmen kanadische und indianische Scharfschützen von Bäumen und Büschen aus die linke britische Flanke unter Beschuss. Die Milizen hielten ihre Positionen während der ganzen Schlacht und ließen sich während des allgemeinen Rückzugs von dort zurückfallen; schließlich hielten sie die Brücke über den Rivière Saint-Charles.
Rund 3300 britische Soldaten bildeten eine flache Hufeisenformation, die sich über die gesamte Breite des Hochplateaus erstreckte; die Hauptfeuerlinie war rund einen Kilometer lang. Um das gesamte Hochplateau abzudecken, musste Wolfe seine Soldaten zwei Reihen tief anordnen (statt der sonst üblichen drei Reihen). Am linken Flügel lieferten sich Regimenter unter Townshend einen Schusswechsel mit den Milizen im Gebüsch und nahmen mehrere Häuser sowie eine Getreidemühle ein, um die Linie zu verankern. Die Verteidiger trieben die Briten von einem der Häuser weg, wurden jedoch zurückgeschlagen, woraufhin sie mehrere Häuser in Brand steckten, um sie nicht in die Hand des Feindes fallen zu lassen. Der aufsteigende Rauch verbarg die linke britische Flanke und trug möglicherweise dazu bei, dass Montcalm die Breite der Linie falsch einschätzte. Als Wolfes Männer auf die Verteidiger warteten, wuchs das Feuer so stark an, dass er ihnen befahl, sich im hohen Gras und Gebüsch hinzulegen.
Als die französischen Truppen aus Beauport eintrafen, beschloss Montcalm (einer der wenigen Berittenen auf dem Feld), dass ein zügiger Angriff die einzige Möglichkeit sei, die Briten aus ihrer Position zu vertreiben. Dementsprechend stellte er die in und nahe Québec verfügbaren Truppen auf und bereitete einen sofortigen Angriff vor, ohne auf weitere Verstärkung aus Beauport zu warten. Er ordnete die rund 3500 Soldaten an: die besten regulären Soldaten in drei Reihen, andere in sechs Reihen und das schlechteste Regiment in einer Kolonne. Um 10 Uhr befahl Montcalm einen allgemeinen Vorstoß in Richtung britische Linie. Auf seinem schwarzen Pferd sitzend, winkte er mit dem Schwert, um die Männer zu ermutigen.
Montcalm setzte als europäisch geschulter militärischer Anführer auf große, standardisierte Schlachtformationen, bei denen Regimenter und Soldaten sich in präziser Ordnung bewegten. Eine solche Vorgehensweise erforderte disziplinierte Truppen, die monatelang auf dem Paradeplatz akribisch gedrillt worden waren, um im Takt zu marschieren, Formationen auf ein Wort hin zu ändern und angesichts von Gewehrsalven und Bajonett-Sturmangriffen zusammenzuhalten. Die regulären Regimenter (die troupes de terre oder metropolitains) waren an diese formelle Kriegführung gewohnt, doch im Laufe der Kampagne waren ihre Reihen mit weniger professionellen Milizionären ergänzt worden, deren Talente als Guerillakämpfer das Individuelle hervorhoben. Sie neigten dazu, früh zu schießen und sich zu Boden fallen zu lassen, um nachzuladen, wodurch der Effekt konzentrierten Feuers auf geringe Distanz verringert wurde.

### Entscheidende Kampfhandlungen
Als sich die Franzosen näherten, hielten sich die britischen Linien zurück. Wolfe hatte 1755 eine Schießmethode entwickelt, um französische Kolonnenvorstöße zu stoppen. Zu diesem Zweck wartete das aus dem 43. und 47. Infanterieregiment bestehende Zentrum, bis sich die vorrückenden Franzosen auf etwa 30 Meter genähert hatten und eröffnete das Feuer massiert auf kurze Entfernung. Beide Armeen warteten etwa zwei bis drei Minuten, bis die Franzosen schließlich zwei ungeordnete Salven abfeuerten. Wolfe hatte seine Soldaten angewiesen, als Vorbereitung auf dieses Gefecht ihre Musketen doppelt zu laden. Nach ihrer ersten Salve rückten die britischen Linien einige Meter vor und feuerten eine zweite Salve auf die Franzosen ab. Der nachfolgende Angriff mit aufgepflanzten Bajonetten zermürbte die Franzosen und zwang sie zum Rückzug.

Rückzug der Franzosen

Wolfe, der beim 28. Regiment und den Louisbourg-Grenadieren positioniert war, hatte sich zu einer Anhöhe begeben, um die Schlacht zu beobachten. Zu Beginn des Kampfes war er am Handgelenk getroffen worden, hatte die Wunde jedoch verbunden und machte weiter. James Henderson von den Louisbourg-Grenadieren war beauftragt worden, die Anhöhe zu halten und berichtete anschließend, dass Wolfe wenige Augenblicke nach dem Feuerbefehl von zwei Kugeln getroffen wurde. Die erste traf die Magengegend, die zweite (letztlich tödliche) die Brust. Laut Knox schrie einer der Soldaten in Wolfes Nähe: „Sie rennen, seht wie sie rennen!“ Am Boden liegend öffnete Wolfe seine Augen und fragte, wer denn renne. Als er erfuhr, dass die Franzosen flohen, erteilte er mehrere Befehle. Er drehte sich zur Seite und sagte: „Jetzt, Gott sei gelobt, werde ich in Frieden sterben.“ Kurz darauf erlag er seinen Verletzungen.
Da Wolfe tot und mehrere wichtige Offiziere verwundet waren, war die Verfolgung der zurückweichenden Franzosen desorganisiert. Das 78. Regiment (Fraser Highlanders) erhielt von Brigadier James Murray den Befehl, den Franzosen mit gezogenen Schwertern hinterherzurennen. Nahe der Stadtmauer gerieten sie jedoch ins Feuer einer Batterie, welche die Brücke über den Rivière Saint-Charles abdeckte; auch von Milizionären, die auf den Bäumen geblieben waren, wurden sie unter Beschuss genommen. Das 78. Regiment erlitt die höchsten Verluste aller britischen Einheiten in der Schlacht. Townshend übernahm das Kommando und bemerkte, dass sich hinter ihnen Bougainville von Cap Rouge her näherte. Rasch formierte er zwei Bataillone und sandte sie den vorrückenden Franzosen entgegen. Bougainville zog sich zurück, während Montcalms Armee den Rivière Saint-Charles überquerte. Letztlich war es Townshends Manöver, das den britischen Sieg sicherte.
Während des Rückzugs wurde der noch immer berittene Montcalm entweder von einer Kartätsche der britischen Artillerie oder von wiederholtem Musketenfeuer getroffen. Dabei erlitt er Verletzungen am Unterleib und an der Hüfte. Er schaffte es in die Stadt zurück, doch seine Wunden waren tödlich und er starb am frühen Morgen des darauf folgenden Tages. Montcalm wurde in einem Granatenkrater im Boden der Ursulinenkapelle beigesetzt (2001 überführte man seine sterblichen Überreste in den Friedhof des Hôpital général de Québec). Die Schlacht resultierte in einer ähnlich hohen Opferzahl auf beiden Seiten: 644 Franzosen wurden getötet oder verwundet, während die Briten 658 Tote und Verwundete zählten.

## Folgen
Als Folge der Schlacht machte sich unter den französischen Truppen Verwirrung breit. Gouverneur de Vaudreuil, der später in einem Brief an die Regierung ausschließlich den verstorbenen Montcalm für die Niederlage verantwortlich machte, beschloss die Aufgabe Québecs und des Uferbereichs von Beauport. Er befahl allen seinen Truppen, nach Westen zu marschieren, um schließlich zu Bougainville zu stoßen. Die Garnison in Québec ließ er unter dem Kommando von Jean-Baptiste Nicolas Roch de Ramezay zurück.
Zunächst unter Townshends Kommando und später unter Murray machten sich die Briten daran, gemeinsam mit Saunders’ Flotte die mittlerweile umzingelte Stadt zu belagern. Fünf Tage später, am 18. September, ergab sich die französische Garnison, woraufhin Ramezay, Townshend und Saunders die Kapitulationsvereinbarung unterzeichneten. Darin verpflichteten sich die Briten, die Zivilbevölkerung und ihr Eigentum zu schützen sowie die freie Religionsausübung der Katholiken zu garantieren. Die verbliebenen französischen Truppen positionierten sich westlich der Stadt am Rivière Jacques-Cartier.
Die britische Flotte sah sich gezwungen, Québec zu verlassen, da der Fluss zuzufrieren begann. Vor der Eisschmelze im April marschierte François-Gaston de Lévis, Montcalms Nachfolger, mit rund 7.000 Soldaten nach Québec. Die Briten unter dem Kommando von James Murray waren geschwächt, mehrere hundert Soldaten waren im Verlaufe des Winters an Skorbut gestorben. Am 28. April 1760 schlugen Lévis’ Truppen die Briten in der Schlacht bei Sainte-Foy. Diese Schlacht war verlustreicher als jene auf der Abraham-Ebene. Zwar wurden die Briten geschlagen, doch gelang es ihnen, sich hinter die Stadtmauern zurückzuziehen. Der Mangel an Artillerie und Munition sowie mittlerweile vorgenommene Verbesserung an den Verteidigungsanlagen machten es den Franzosen unmöglich, die Stadt vor dem Wiedereintreffen der britischen Flotte Mitte Mai einzunehmen. Die Seeschlacht in der Bucht von Quiberon vor der Küste Frankreichs führte zur Zerstörung der französischen Flotte, so dass kein Nachschub mehr nach Neufrankreich gelangen konnte. Am 8. September beugten sich die verbliebenen französischen Truppen bei Montreal der britischen Übermacht und kapitulierten. Mit dem Pariser Frieden 1763 musste Frankreich seine Besitzungen in Nordamerika abtreten.

## Erinnerung

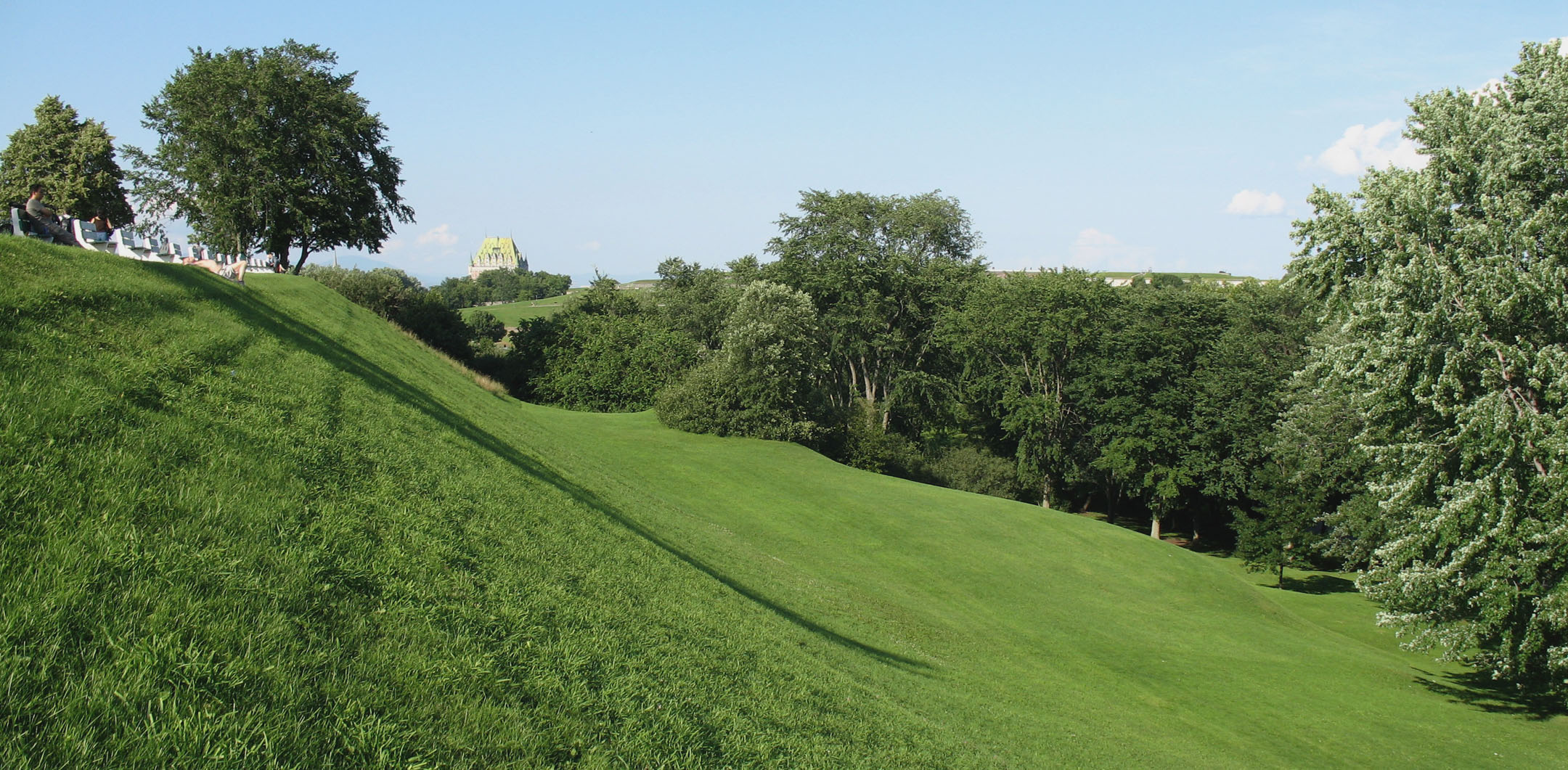
Rand der Abraham-Ebene (2008)

Der größte Teil des Uferbereichs von Anse au Foulon, wo William Howe und seine Männer am Morgen der Schlacht den Hang hinaufkletterten, ist heute eine Industriezone. Die Abraham-Ebene wurde etwa zu zwei Drittel überbaut; im natürlichen Zustand erhalten geblieben ist die dem Sankt-Lorenz-Strom zugewandte Seite. Im Stadtteil Montcalm befindet sich der Parc des Braves, wo ein Denkmal an die im Jahr 1760 dort stattgefundene Schlacht bei Sainte-Foy erinnert. Die Abraham-Ebene und der Parc des Braves werden von einer Kommission der kanadischen Bundesregierung unter der Sammelbezeichnung Parc des Champs-de-Bataille („Schlachtfelderpark“) verwaltet; beide gelten somit als urbane Nationalparks.
Für 1909 waren große Feiern und Militärparaden zum 150. Jahrestag der Schlacht auf der Abraham-Ebene geplant, was bei Frankokanadiern Unbehagen auslöste. Sie befürchteten, die Feiern würden zu einer Jubelveranstaltung des britischen Empire verkommen. Politischer Druck aus Québec führte dazu, dass die Feiern um ein Jahr vorverschoben wurden und stattdessen dem 300. Jahrestag der Stadtgründung durch Samuel de Champlain gewidmet waren.
2009 plante die nationale Schlachtfelderkommission zum 250. Jahrestag ein Reenactment der Schlachten auf der Abraham-Ebene und bei Sainte-Foy. Führende separatistische Politiker bezeichneten das geplante Ereignis als „Schlag ins Gesicht aller Québecer französischer Abstammung“ und als „Beleidigung der frankophonen Mehrheit“. Einzelne Gruppierungen drohten mit Gewaltanwendung, woraufhin die Kommission das Ereignis absagte.

## Trivia
Einem Mythos zufolge soll General Wolfe am Abend vor der Schlacht das melancholische und zugleich aufheiternde Soldatenlied How Stands the Glass Around gesungen haben, welches deshalb auch als General Wolfe’s Song bezeichnet wird.